# Juncus gubanovii
Juncus gubanovii là một loài thực vật có hoa trong họ Juncaceae. Loài này được Novikov mô tả khoa học đầu tiên năm 1975.